# 9960 Sekine
9960 Sekine là một tiểu hành tinh vành đai chính. Nó bay quanh Mặt Trời theo chu kỳ 3.26 năm.
Được phát hiện ngày 4 tháng 11 năm 1991 bởi S. Otomo it was given the provisional name "1991 VE4". It was later renamed "Sekine" after Masumi Sekine, the president thuộc Ageo city's astronomical society.